# Amt Britz-Chorin-Oderberg
Het Amt Britz-Chorin-Oderberg is een samenwerkingsverband van 8 gemeenten en ligt in het Landkreis Barnim in de Duitse deelstaat Brandenburg. Het Amt telt 10.148 inwoners. Het bestuurcentrum bevindt zich in de gemeente Britz.

## Gemeenten
Het Amt bestaat uit de volgende gemeenten:
- Britz
- Chorin met de Ortsteilen Brodowin, Chorin, Golzow, Neuehütte, Sandkrug, Senftenhütte en Serwest
- Hohenfinow
- Liepe
- Lunow-Stolzenhagen met de gemeentedelen Lunow en Stolzenhagen
- Niederfinow
- Oderberg (stad)
- Parsteinsee met de Ortsteilen Lüdersdorf en Parstein